# Jack Haley (basket-ball)
Pour les articles homonymes, voir Jack Haley (homonymie).
Jack Haley, né le 27 janvier 1964 à Long Beach, en Californie et mort le 16 mars 2015 à Los Alamitos, est un joueur et entraîneur américain de basket-ball. Il évolue durant sa carrière aux postes d'ailier fort et de pivot.

## Palmarès
- Champion NBA 1996